# Vlasta
Vlasta ist ein in Tschechien und der Slowakei verbreiteter weiblicher und männlicher Vorname. Der Name ist im Tschechischen vom Wort „vlast“ (Heimat) abgeleitet. Der männliche Vorname ist eine Abkürzung der Namen Vlastimil oder Vlastislav.

## Personen

### Weiblich
- Vlasta bzw. Wlasta, Legendengestalt um Libuše, nach deren Tod treibende Kraft im Mägdekrieg
- Vlasta Děkanová (1909–1974), tschechoslowakische Geräteturnerin
- Vlasta Dvořáčková (1924–2018), tschechische Lyrikerin, Übersetzerin und Polonistin
- Vlasta Kálalová-Di Lotti (1896–1971), Ärztin, Gründerin des chirurgischen Instituts in Bagdad (Irak)
- Vlasta Parkanová (* 1951), tschechische Politikerin
- Vlasta Průchová (1926–2006), tschechische Jazzsängerin
- Vlasta Schönová (1919–2001), tschechisch-israelische Schauspielerin

### Männlich
- Vlasta Burian (1891–1962), tschechischer Schauspieler und Komiker